# Lukácsi László
Lukácsi László (Budapest, 1961. február 3. –) Ferenczy- (2002) és Fujita-díjas magyar üvegszobrász, a Magyar Művészeti Akadémia tagja.

## Életpályája
Lukácsi László a Képző- és Iparművészeti Szakközépiskola üveg-szakán érettségizett, majd 1985-ben az akkori Iparművészeti Főiskolán szilikáttervezőként diplomázott. Mesterei Tóth Béla szobrászművész, Vida Zsuzsa, Horváth Márton és Bohus Zoltán üvegművészek. 
Pályafutása elején az ún. „meleg” üveg technikával foglalkozott saját építésű, kis hutájában. Később egyre inkább a „hideg” technológiákkal kísérletezve készítette első üvegplasztikáit. Síküvegből és tükrökből ragasztással építi föl tárgyait, melyeknek különlegesen precíz csiszolással alakítja ki végső formáját, ezzel izgalmas belső effekteket hozva létre. Alkotásaival szinte rögtön diploma után felhívta a külföldi galériások, üveggyűjtemények figyelmét. 
Eleinte főleg Európában, majd Japánban és az USA-ban is egyre népszerűbb lett munkássága. Üvegszobrait több nemzetközi díjjal is jutalmazták. Többek közt a világ legrangosabb üvegművészeti kiállításán, az International Exhibition of Glass 2010-en nyerte el az Arany díjat 39 ország 470 művésze közül - nemzetközi zsűri által odaítélve. 2014-ben pedig a Coburgban a GLASS PRIZE, 8 évente megrendezett nemzetközi kiállításon nyerte el a zsűri díját és a látogatók szavazatait is egyszerre közel 300 alkotó műve közt. 
Művei megtalálhatók közgyűjteményekben is, például a budapesti Iparművészeti Múzeumban, a veszprémi Múzeumban, a frauenaui Glassmuseumban és a michigani Life Insurrence kollekciójában, a londoni V&A múzeumban, Németországban a Tutsek, az Achilles és Ernsting gyűjteményben, valamint az Egyesült Államokbeli Imagine Museumban.
A bajor erdőkben található, nagy múltú üveges nyári akadémián tart kurzusokat. Egyébként pedig szabadúszó művészként, otthoni műtermében dolgozik, és számos nemzetközi galériával kooperál.

## Családja
Felesége Borbás Dorka Ferenczy-díjas üvegtervező designer, egyben 1989 óta László managere.
Lányuk, Lukácsi Liza Blanka media-designer - a szakmai fotó és videoanyagok készítője. Kliprendezőként, operatőrként, látványtervezőként dolgozik
Fiuk, Lukácsi Boldizsár szintén üvegművész, Édesapjának legfőbb asszisztense, de 2021-től már saját nevén, önállóan is alkot, kiállít nemzetközi szinten is.

## Tagságok
Lukácsi 2004 óta tagja a Magyar Művészeti Akadémiának (MMA), 2003 óta pedig a detroiti Habatat galéria művész-csoportjának. Korábban több más szakmai szervezetnek is tagja volt: 1996–1998 között a Glass Art Society (GAS), 1985–2018 között a Magyar Képző- és Iparművészek Szövetsége (MKISZ), 1995–2020 között a Magyar Üvegművészek Társasága (MÜT), 1990–2022 között pedig a Magyar Alkotók Országos Egyesülete (MAOE) tagjai közé tartozott.

## Díjak
Lukácsi László a következő díjakat nyerte el (fordított időrendben):
- 2023 – Prima Primissima díj
- 2017 – Közönség-díj, HuGlass, Budapest (HU)
- 2016 – Kim Harty-díja, College for Creative Studies, Detroit (US)
- 2014 – Első-díj, Taos Institute for Glass Art (US)
- 2014 – Közönség-díj, Coburg International Glass Exhibition (DE)
- 2014 – Külön-díj, Coburg International Glass Exhibition (DE)
- 2010 – Arany-díj, The International Exhibition of Glass (JP)
- 2009 – Habatat-díj, The 37th Invitational Exhibition (US)
- 2002 – Ferenczy Noémi-díj (HU)
- 1992 – Kyohei Fujita-díj,The International Exhibition of Glass (JP)
- 1992 – Képző-és Iparművészek Szövetségének díja (HU)
- 1990 – Első-díj, Jugend Gestaltet Prize (DE)
- 1988 – Magyar Művészeti Alap díja (HU)

## Művek közgyűjteményben
- Corning Museum of Glass, Corning (US)
- Lette Museum of Glass, Coesfeld (DE)
- Imagine Glass Museum, Saint Petersburg (FL-US)
- Flint Institute of Art, Flint (MI-US)
- Corning Museum of Glass, Corning (US)
- Barbara Achilles Foundation, Hamburg (DE)
- Hungar-Ikon Collection, Budapest (HU)
- Museum of Contemporary Glass, Coburg (DE)
- Victoria & Albert Museum of London, London (UK)
- Tutsek Foundation, München (DE)
- Ernsting Stiftung Glass Museum, Herding (DE)
- Bakony Museum, Veszprém (HU)
- Museum of Applied Arts, Budapest (HU)
- Glassmuseum of Frauenau, Frauenau (DE)
- Michigan Life Insurance, Michigan (US)
- Pepsi Challenge Cup (US)

## Önálló kiállítások
- 2016 / Avran Gallery, Laguna Beach (US)
- 2010 / Klebelsberg Kultúrkúria, Budapest (HU)
- 2008 / Habatat Galleries, Royal Oak (US)
- 2005 / Pfm-Gallery, Köln (DE)
- 2004 / Gallery Painen, Berlin (DE)
- 2000 / Portia Gallery, Chicago (US)
- 1998 / Art Expo, Budapest (HU)
- 1997 / Gallery Rob van den Doel, Hague (NL)
- 1996 / Ford Pyramid Salon, Budapest (HU)
- 1992 / Galerie Transparence , Brussels (BE)
- 1991 / Gallery Ewers, Cologne (DE)

## Csoportos kiállítások
Lukácsi 1985 óta több, mint 200 kiállításon vett részt. 1998 és 2016 között rendszeresen szerepelt a chicagói nemzetközi SOFA művészeti vásáron. A következő csoportos kiállításokon vett részt:
- 2023/ The Venice Glass Week, Bohus-Lugossy Alapítvány, Venice, (IT)
- 2023/ Glass on Ship, Plateaux Gallery, London, (UK)
- 2023/ Stafeta, Magyar Művészeti Akadémia, Pesti Vigadó, Budapest, (HU)
- 2023/ Glassification.hu - International Biennale of Glass - Sofia (BG)
- 2023/ Glassification.hu - House of Music, Budapest (HU)
- 2022/ Art&Antique - Gallery Sikabonyi, Wien (A)
- 2022/ Glass Art Now - Bohus-Lugossy Alapítvány , Museum of Applied Arts, Belgrad (RS)
- 2022/ HU-Glass – Magyar Üvegművészek Társaságának kiállítása Budapest (HU)
- 2022/ Art Market, Kiskép Galéria, Budapest (HU)
- 2022/ S/Alon - Arena, Budapest (HU)
- 2022/ Salon - Műcsarnok, Budapest (HU)
- 2021/ GlasSpring – Kiskép Galéria, Budapest (HU)
- 2020/ GlasSpring – Kiskép Galéria, Budapest (HU)
- 2019 / GlasSpring – Kiskép Galéria, Budapest (HU)
- 2019 / Glass in movement - Musée du verre, Sars Poteries (FR)
- 2019 / Hungarian Glass Show - Lette Museum of Glass, Coesfeld (DE)
- 2018 / Spirit/Presence/existence by MMA - Today Art Museum, Peking (CN)
- 2018 / Magyar Üvegművészeti Kiállítás, Erdész Galéria - NAMOC, Peking (CN)
- 2018 / SOFA - Habatat Gallery, Chicago (US)

## Megjelent könyvek, cikkek, riportok
- LUKÁCSI ALBUM 2011 Szerzők: Borbás Dorka és Márton (saját családi kiadás)
- https://index.hu/kultur/senkitobbet/2023/09/05/uvegmuveszet-velence-olaszorszag-kiallitas-uvegszobor-muveszet-fesztival/
- https://www.mutargy.com/hirek/kozelebb-a-kortars-uvegmuveszethez-i-resz
- https://egy.hu/kult/azonnal-lattam-hogy-egy-zsenivel-van-dolgom-csaladi-interju-lukacsi-laszlo-es-borbas-dorka-uvegmuveszekkel-112268
- https://uvegeve2022.hu/hirek/glass-talent-lukacsi-laszlo
- https://magyarnemzet.hu/kultura/2022/06/a-legyezoember-vagyis-lukacsi-laszlo-uvegmuvesz-a-kozos-terben
- https://kepmas.hu/hu/ez-egy-dupla-hazassag-egy-tuzrol-pattant-es-egy-befele-fordulo-uvegmuvesz-szent-es-zsigeri
- https://www.homofaber.com/en/discover/discover-laszlo-lukacsi
- https://www.magyarhirlap.hu/hetvegi-melleklet/20210227-legyezo
- https://forbes.hu/a-magazin/lukacsi-laszlo-uvegmuvesz-az-uveg-turelemre-nevel/
- https://digitalizalas.eu/art/uveget-fotozni-olyan-mint-naplementet/
- Új Művészet 2014 július Üvegbe írt inspirációk
- Demokrata 2014 április Magyar üvegművész sikere
- Flash Art Magazin 2014 május Üvegszobrászat
- Art Limes 2013/2 Máté Andrea/Gopcsa Katalin Homo Flabellosus